# Alwiya al-Furqan
Alwiya al-Furqan (arabe : ألوية الفرقان, « Les Brigades du Critère ») est un groupe rebelle de la guerre civile syrienne.

## Affiliation
Alwiya al-Furqan fait partie des groupes rebelles qui forment le 26 avril 2015 la chambre d'opérations Fatah Halab, active à Alep.

## Effectifs et commandement
En février 2014, la Fondation Jamestown estime les forces du mouvement à environ 2 000 hommes. Son chef est Mohammed Majid al-Khatib, surnommé « Abou al-Qassam », « Clinton » ou « l'Aigle rouge ».
Le groupe est présent en 2014 dans les gouvernorats d'Idleb, Alep, Deraa, Kuneitra et Rif Dimachq.